# Oryctes rhinoceros
Espèce
Oryctes rhinoceros, l'orycte du cocotier ou scarabée rhinocéros du cocotier, est une espèce d'insectes coléoptères de la famille des Dynastidae, originaire d'Asie tropicale. C'est un ravageur du cocotier et d'autres espèces de palmiers.

## Systématique
L'espèce Oryctes rhinoceros a été décrite par le naturaliste suédois Carl von Linné en 1758, sous le nom initial de Scarabaeus rhinoceros (protonyme).

### Synonyme
Selon Catalogue of Life (18 juillet 2014) :	
- Oryctes stentor  Castelnau, 1840